# 비 내리는 날의 양자강
"비 내리는 날의 양자강"은 2019년에 제작한 대한민국의 영화이다.

## 캐스팅
- 강진아 : 은미 역
- 정은경 : 덕순 역
- 강태영 : 근수 역

## 같이 보기
- 2019년 대한민국의 영화 목록

## 수상
- 2019년 제13회 대단한 단편영화제 후보배우특별전 (차정윤)
- 2020년 제21회 대구단편영화제 후보 국내경쟁 (차정윤)
- 2020년 제21회 샌디에고 아시안 영화제 후보 단편영화 (차정윤)
- 2020년 제21회 제주여성영화제 수상 요망진 작품상 (차정윤)